# Pasterze
Die Pasterze ist mit etwa 8 km Länge noch der größte Gletscher Österreichs und der längste der Ostalpen. Sie befindet sich am Fuße des Großglockners im obersten Talboden des Mölltales (Pasterzenboden) und ist das Quellgebiet der Möll. Seit 1856 hat ihre Fläche von damals über 30 km² um beinahe die Hälfte abgenommen. Wie bei der überwiegenden Zahl der österreichischen Gletscher ist ihre Längenausdehnung seit mehreren Jahren rückläufig, in den letzten Jahren in der Größenordnung von 50 Metern pro Jahr. 2014/15 betrug der Rückgang 54,4 m, 2020 52,5 m. Um 2050 könnte die Gletscherzunge verschwunden sein. Mit Stand September 2023 gab es Prognosen, die ein Abreißen der Gletscherzunge in 1–2 Jahren sahen. Anfang 2025 wurde die Prognose auf 2026 oder 2027 verschoben. Nach dem Abreißen der Pasterze wird voraussichtlich der Gepatschferner in Tirol der größte Gletscher von Österreich sein.

## Lage und Landschaft
Den obersten Punkt bildet der 3453 m ü. A. hohe Johannisberg. Dort befindet sich der oberste Pasterzenboden, das Nährgebiet des Gletschers, der talabwärts über den Hufeisenbruch in den eigentlichen Pasterzengletscher übergeht. Der untere Punkt liegt auf etwa 2100 m ü. A. Die Zunge endet wenige hundert Meter vor dem Sandersee. Das Wasser der Pasterze speist den Stausee Margaritze, der unterhalb des Glocknerhauses liegt.
Von der Franz-Josefs-Höhe an der Großglockner-Hochalpenstraße führt eine Standseilbahn nach unten zu der Stelle, an der sich zur Zeit der Inbetriebnahme der Bahn (1963) der Gletscherrand befand. Inzwischen ist die Pasterze unterhalb der Talstation so weit abgeschmolzen, dass von dort zur Gletscherzunge ein etwa 2 km langer Wanderweg führt. Auch in der Dicke verliert der Gletscher jährlich 10 Meter, wodurch sich der Wanderweg von der Gletscherbahn zur Pasterze kontinuierlich verlängert.
Im Bereich der Pasterze befinden sich u. a. die Berggipfel Johannisberg, Hoher, Mittlerer und Kleiner Burgstall, Hohe Riffl, Schattseitköpfl und Vorderer Bärenkopf.

## Glaziologie
Funde von Holz und Torf, die der Gletscher in den Jahren 2009 bis 2010 freigegeben hat, lassen darauf schließen, dass sich im Zeitraum 5000 bis 1500 v. Chr. Moorvegetation und Weideland im Gebiet der heutigen Pasterze befunden hat. Eine Analyse der Universität Innsbruck konnte Pollen von Gräsern sowie Enzian nachweisen. Koprophile Pilze (Dungpilze) belegen, dass Weideflächen für Viehzucht genutzt wurden. Ein Holzstück, das von der Universität Graz untersucht wurde, gehört zu einer Zirbe mit 200 Jahresringen, die dort vor 7000 Jahren (in der nacheiszeitlichen Wärmephase) wachsen konnte.

### Bilder der Gletscherveränderung (Auswahl)

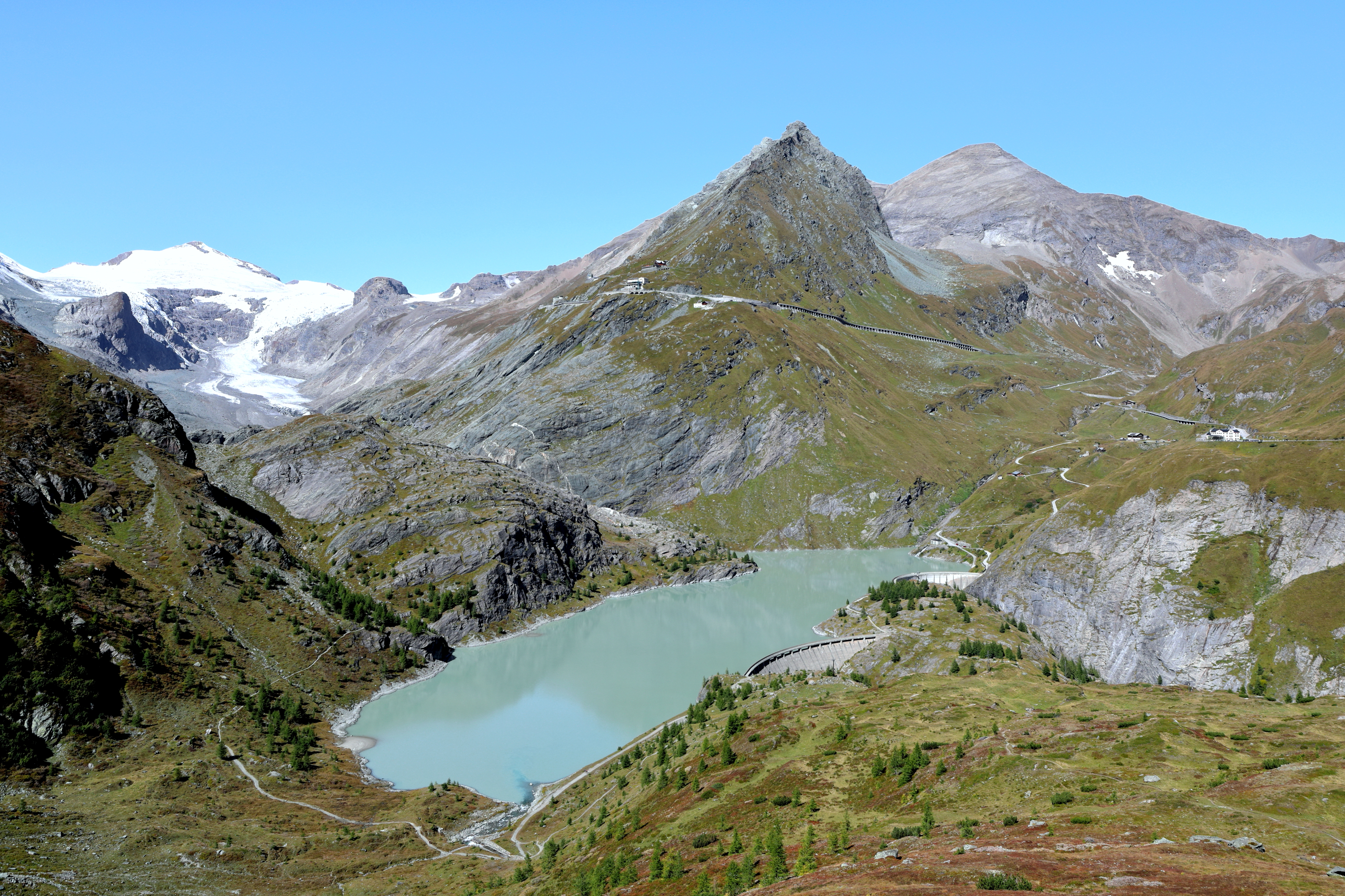
Stausee Margaritze mit der Pasterze links im Bild

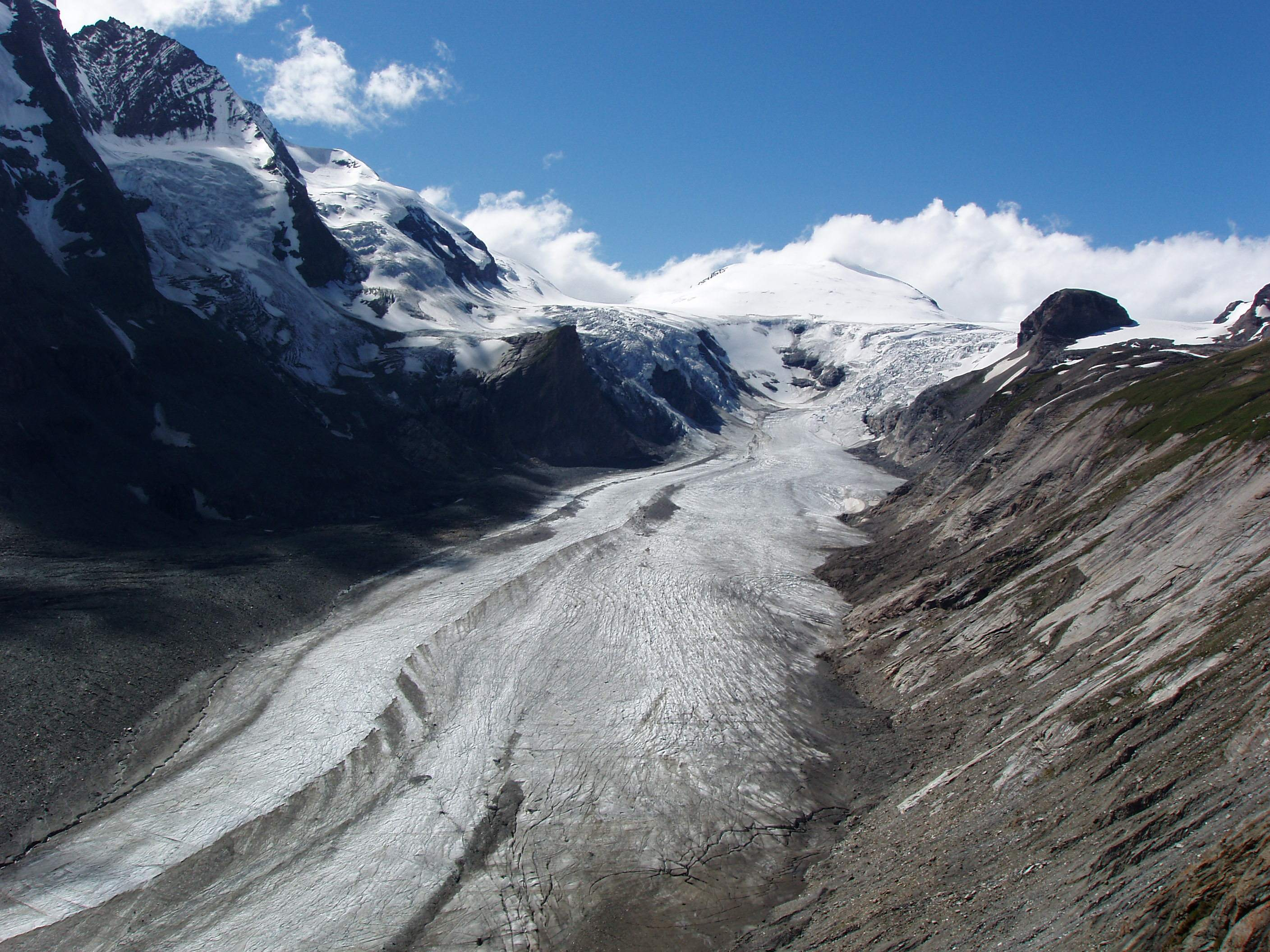
Pasterze am 27. Juli 2005
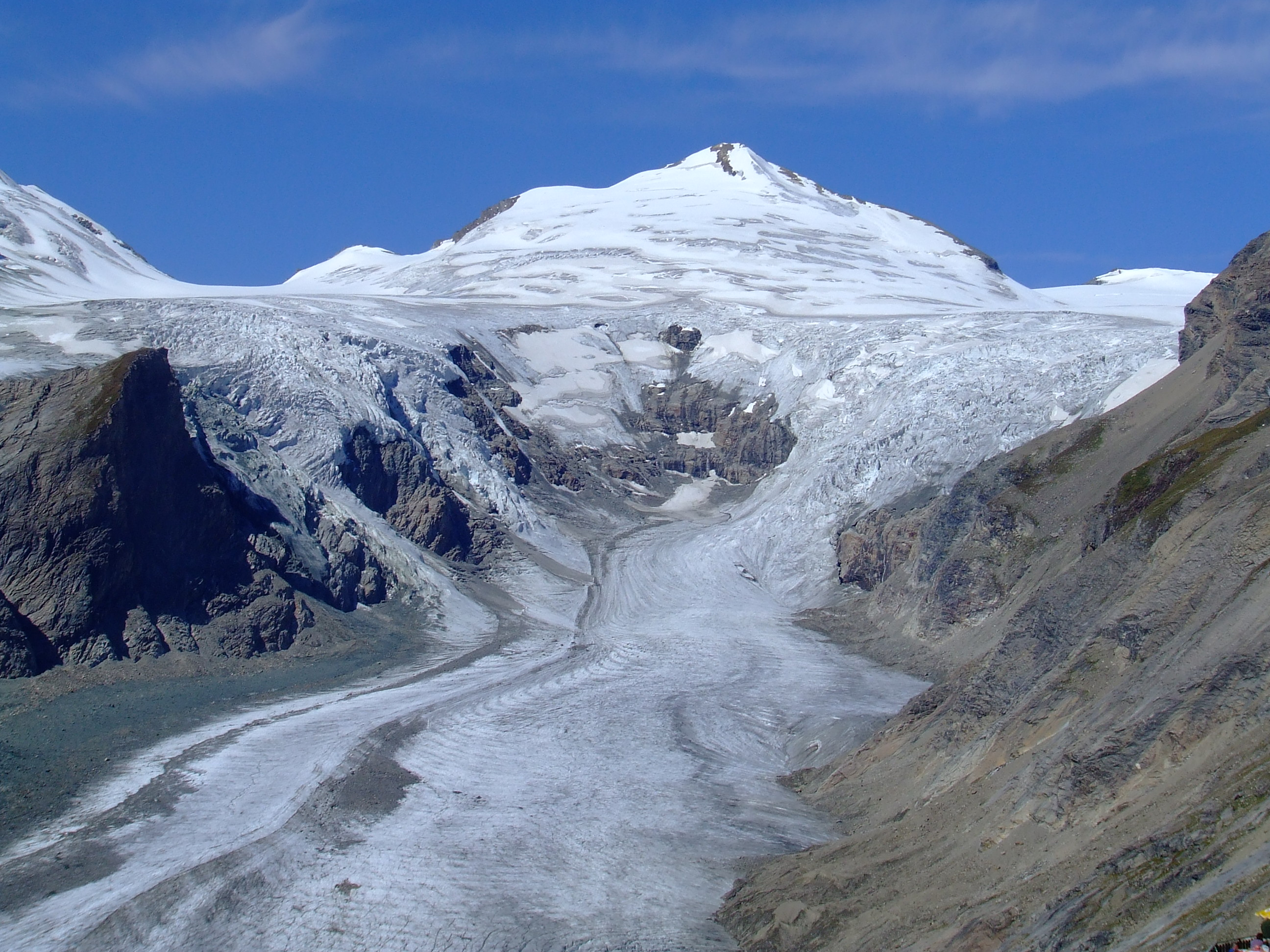
Pasterze am 10. September 2006, Kleiner Burgstall und Hufeisenbruch
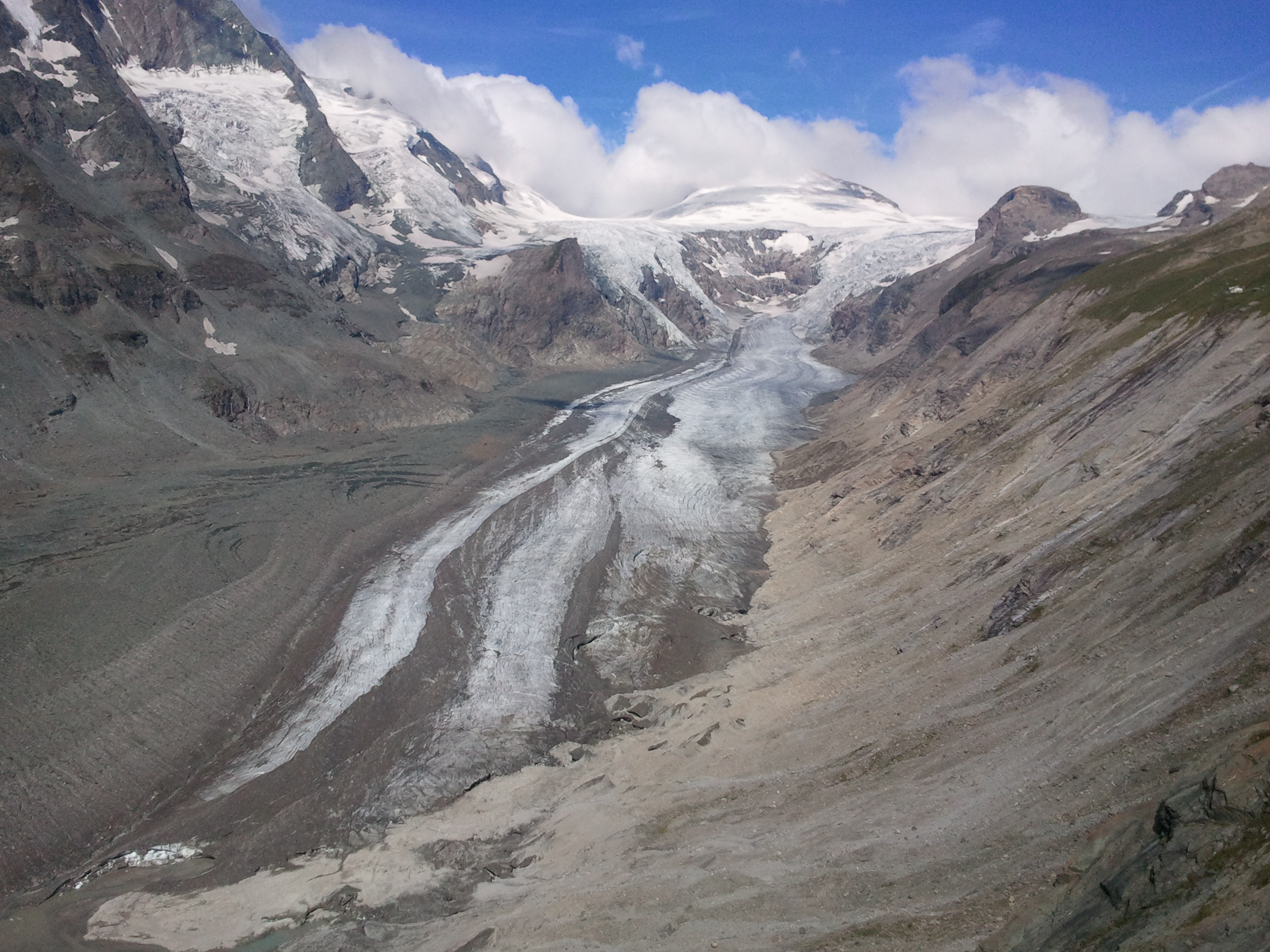
Pasterze am 13. August 2012
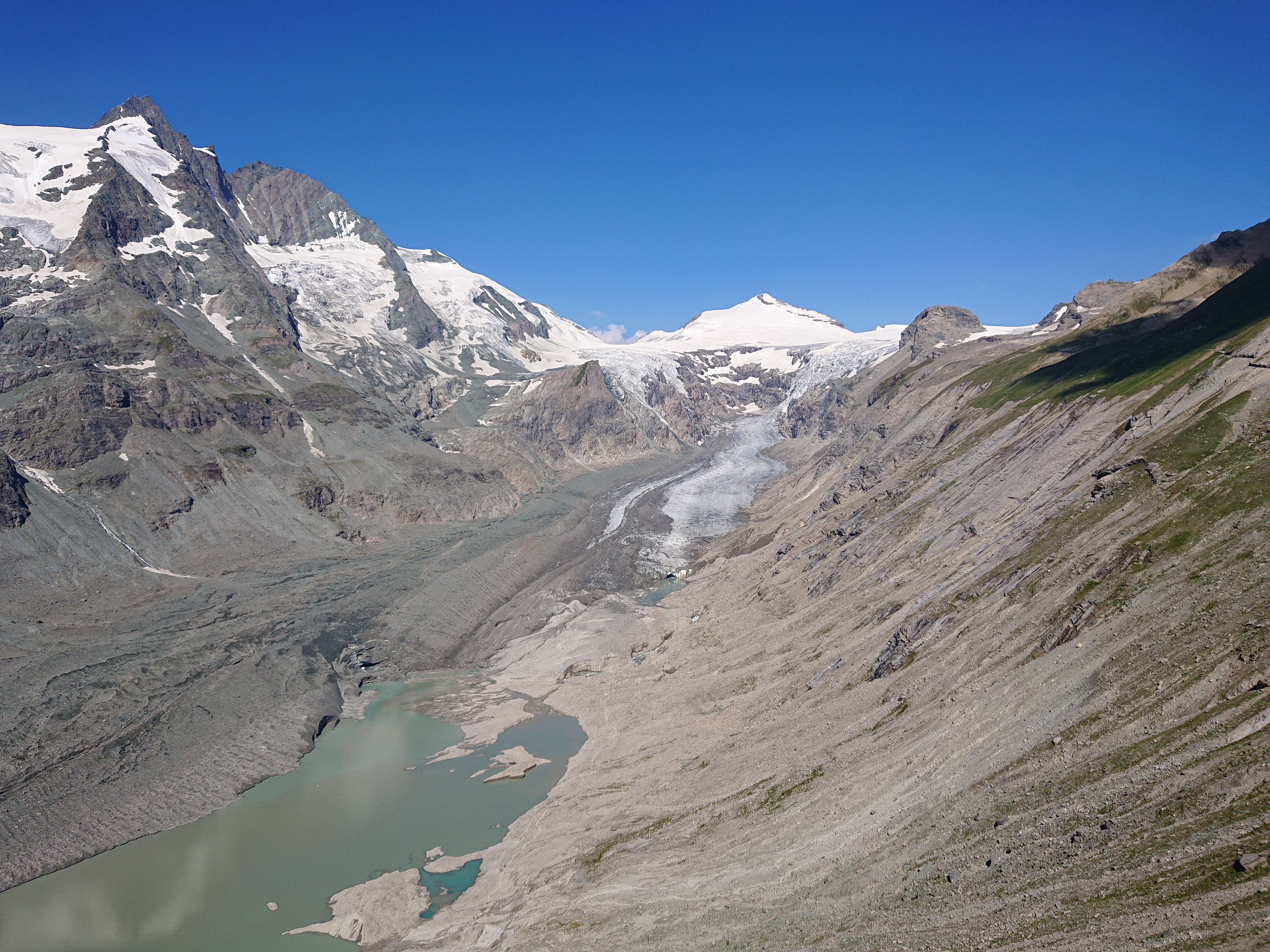
Pasterze am 10. August 2020
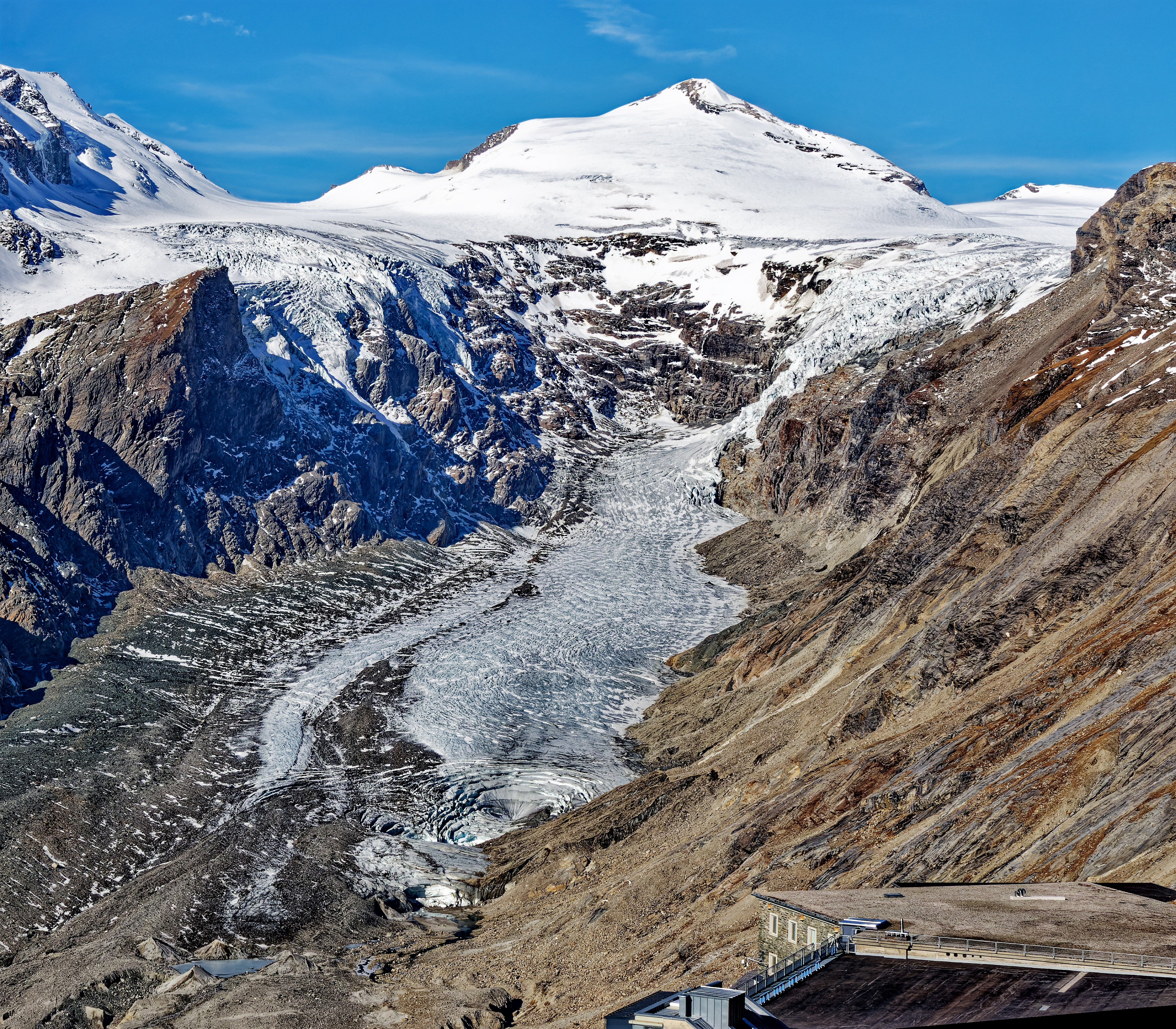
Pasterze am 30. Oktober 2021
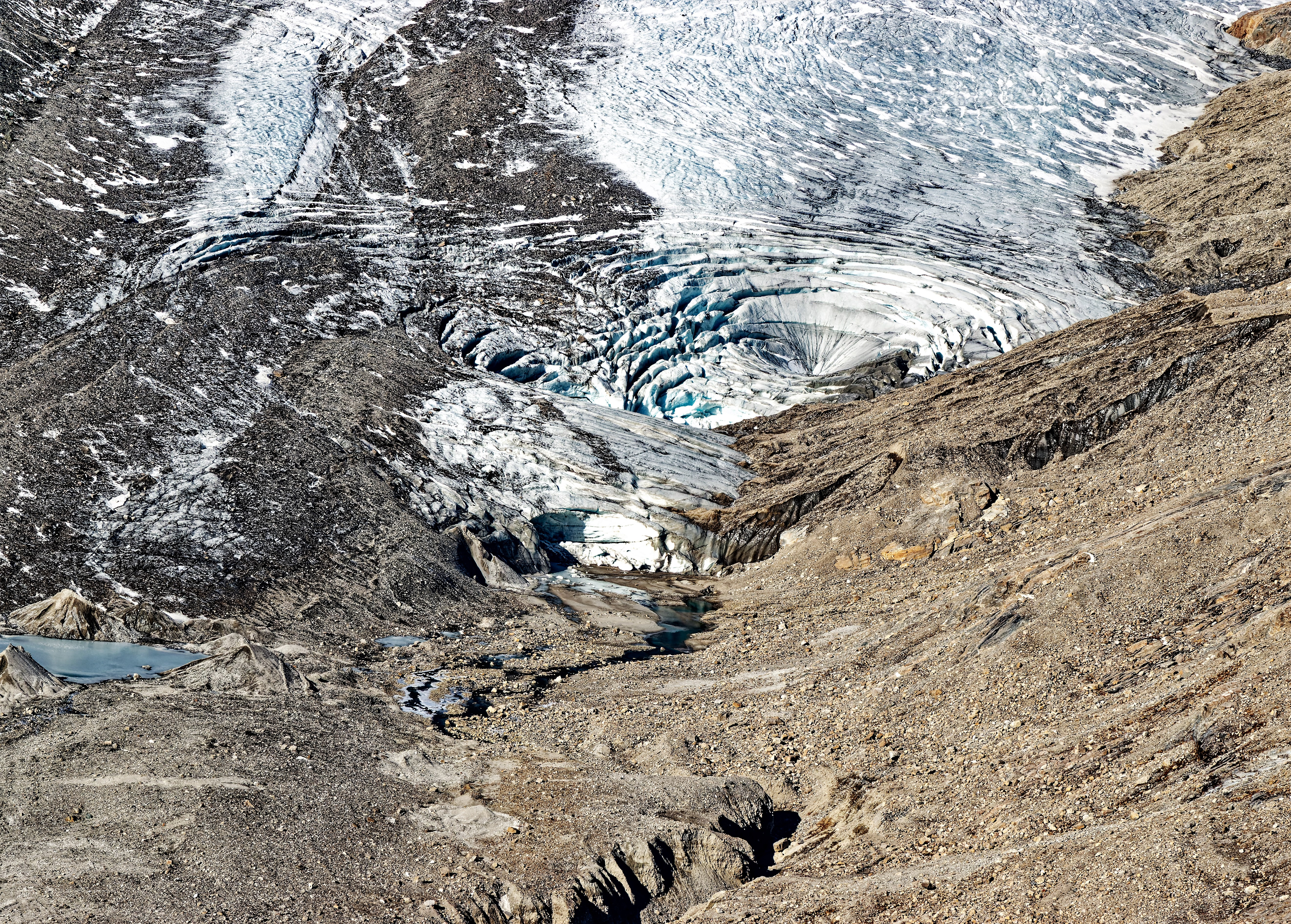
Trichter in der Gletscherzunge, Oktober 2021

### Aktion
Am 5. September 2023 wurde von der NGO Protect Our Winters (POW) mit einem Priester und einem Pfarrer ein Begräbnis für den Gletscher zelebriert, bei dem ein aus Eis hergestellter Sarg mitgetragen oder -gefahren wurde. Damit sollte daran erinnert werden, dass Österreichs noch größter Gletscher durch den Klimawandel früher als gedacht seine Zunge verlieren wird. Es gibt Prognosen, die ein Abreißen der Gletscherzunge schon in den Jahren 2024/25 sehen. Auch in der Dicke verliert der Gletscher jährlich 10 Meter. Seit 1856 hat die Gletscherfläche von damals über 30 km² um beinahe die Hälfte abgenommen.

## Name
Der Name Pasterze bezeichnet ein Gebiet, das zur Viehweide geeignet ist. (Vergleiche dazu lateinisch pastor sowie slowenisch pastir »Hirte« und slowenisch pastirica »Hirtin« bzw. »etwas zum Hirten gehöriges«.)
Bis mindestens ins 19. Jahrhundert wurde er als Toponym für ein größeres almwirtschaftlich genutztes Gebiet im Talschluss der oberen Möll verwendet. Eine Beziehung zu der Bezeichnung für einen reißenden Bergfluss in slawischen Sprachen bystrica, die ins Deutsche »Feistritz«, ins Ungarische »Beszterce« und ins Rumänische »Bistrița« als Toponym entlehnt wurde, ist schon semantisch schwer vorstellbar.
Einer Sage nach ist die Pasterze durch einen Sturm entstanden, bei dem die strömenden Wassermassen von Gott zu Eis verwandelt wurden, das die Bewohner im Tal vor den herabstürzenden Wassermassen schützte.